# Lizzy van Dorp
Elisabeth Carolina (Lizzy) van Dorp (Arnhem, 5 september 1872 - Banyubiru, 6 september 1945)  was een Nederlands jurist, econoom, politicus en feminist.
Ze was de eerste vrouw die in Nederland als jurist afstudeerde en de eerste vrouwelijke econoom van Nederland. Ze werkte als advocaat te 's-Gravenhage, en later als privaatdocent economie in Utrecht en ze was lid van de Tweede Kamer voor de Vrijheidsbond. 

## Biografie
Elisabeth Carolina van Dorp was de dochter van Adriana Elisabeth Verdam (1847) en Gerard Carel Théophilus van Dorp (1828). Haar vader was kandidaat-notaris en later uitgever te Semarang, Nederlands-Indië. Van Dorp groeide op in een welgesteld remonstrants milieu in Arnhem. Ze bezocht na de lagere school de Middelbare meisjesschool (MMS) en behaalde daarna het gymnasium-diploma. Haar vader overleed in 1886, toen Lizzy 13 jaren oud was. Het gezin Van Dorp was hecht en bleef lang samen wonen. Tijdens de studietijd, van Lizzy en Gerard in Leiden, woonden zij lang gedrieën in een woning aan de Nieuwe Rijn. Later trouwde Gerard met Dieuwke B. Beucker Andreae en bleven Lizzy en haar moeder samen. 
Van Dorp ging in 1893 aan de Rijksuniversiteit Leiden Nederlandse letterkunde, geschiedenis studeren. Ze deed haar kandidaatsexamen in de letteren in 1896 en later - als eerste vrouw in Nederland - haar  doctoraalexamen rechten op 26 april 1901. Kort daarna - op 7 juli 1903 - promoveerde ze tot doctor in de rechten bij Jacques Oppenheim op haar dissertatie Schadeloosstelling bij vernietiging of onbruikbaarmaking van eigendom door het openbaar gezag.
Van Dorp had een relatie met Gerard Vissering. Maar Vissering was gehuwd en wilde zijn vrouw en gezin niet verlaten. “Nog jaren zou ze een hopeloze liefde voor hem koesteren”. Ze bleef haar gehele leven ongehuwd en werd dan ook in haar tijd in de literatuur meestal als “Mejuffrouw Mr. E.C. van Dorp” aangeduid. Na het overlijden van haar moeder in 1935 verhuisde Van Dorp naar Engeland. Daar schreef ze haar boek A Simple Theory of Capital, Wages, Profit and Loss, a New and Social Approach to the Problem of Economic Distribution. In 1940 vertrok Van Dorp naar Ankara. Eind 1940 reisde ze verder naar Semarang op het eiland Java in Indonesië, waar haar vader als uitgever had gewerkt. Ze werkte er enige tijd als docent economie aan de Technische Hogeschool van Bandung. In 1941 werd ze door de Japanners geïnterneerd in het vrouwenkamp Ambarawa 10 in Banyubiru op Midden-Java.  Ze overleed drie weken na de Japanse overgave en een dag na haar 73ste verjaardag op 6 september 1945.

## Jurist

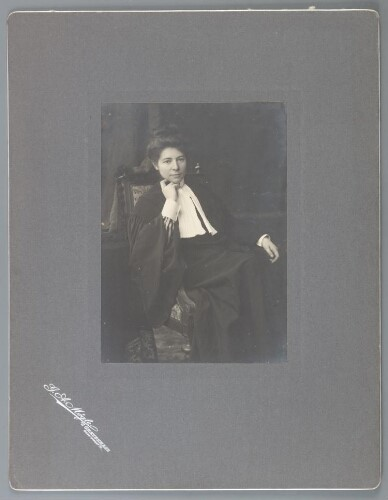
Van Dorp in promotietoga (1903)

Nadat Van Dorp in 1903 was gepromoveerd, vestigde ze zich als advocaat in Den Haag aan de Daendelstraat 9. Daarbij legde ze zich toe op de bescherming van de rechten van gescheiden vrouwen en kinderen. In 1903 trad ze als eerste vrouwelijke procureur op voor de Hoge Raad. Na haar eerste optreden als procureur werd Van Dorp als volgt omschreven in het Weekblad van het Recht van 12 oktober 1903: "Mr. E. C. van Dorp trad Donderdag j.l. (d.i. 8 October 1903) voor het Hof aldaar ('s~Gravenhage) op als toegevoegd verdedigster in een strafzaak. (...) De advocaat~generaal achtte het eerste optreden der vrouw als advocaat wel een historische gebeurtenis, maar twijfelde eraan of in het algemeen de rechtspraak door vrouwelijke medewerking zou gebaat worden. Nu, dat zal nog moeten blijken, maar ons wil voorkomen, dat deze twijfel van den geachten ambtenaar te weinig door hem is gemotiveerd, dan dat hij ook maar in het minst gegrond mag heeten. Althans wat er tot heden over de vrouw als advocaat te zeggen viel, ook de maiden-speech van jufrouw Van Dorp heeft het bewezen, getuigt dat de belangen van den cliënt, aan haar opgedragen, niet minder goed behartigd behoeven te worden dan die, welke aan haar mannelijken confrère zijn toevertrouwd." 
Ze werkte als advocaat tot 1915. In deze tijd was ze ook actief voor Pro Juventute.

## Vrouwenbeweging

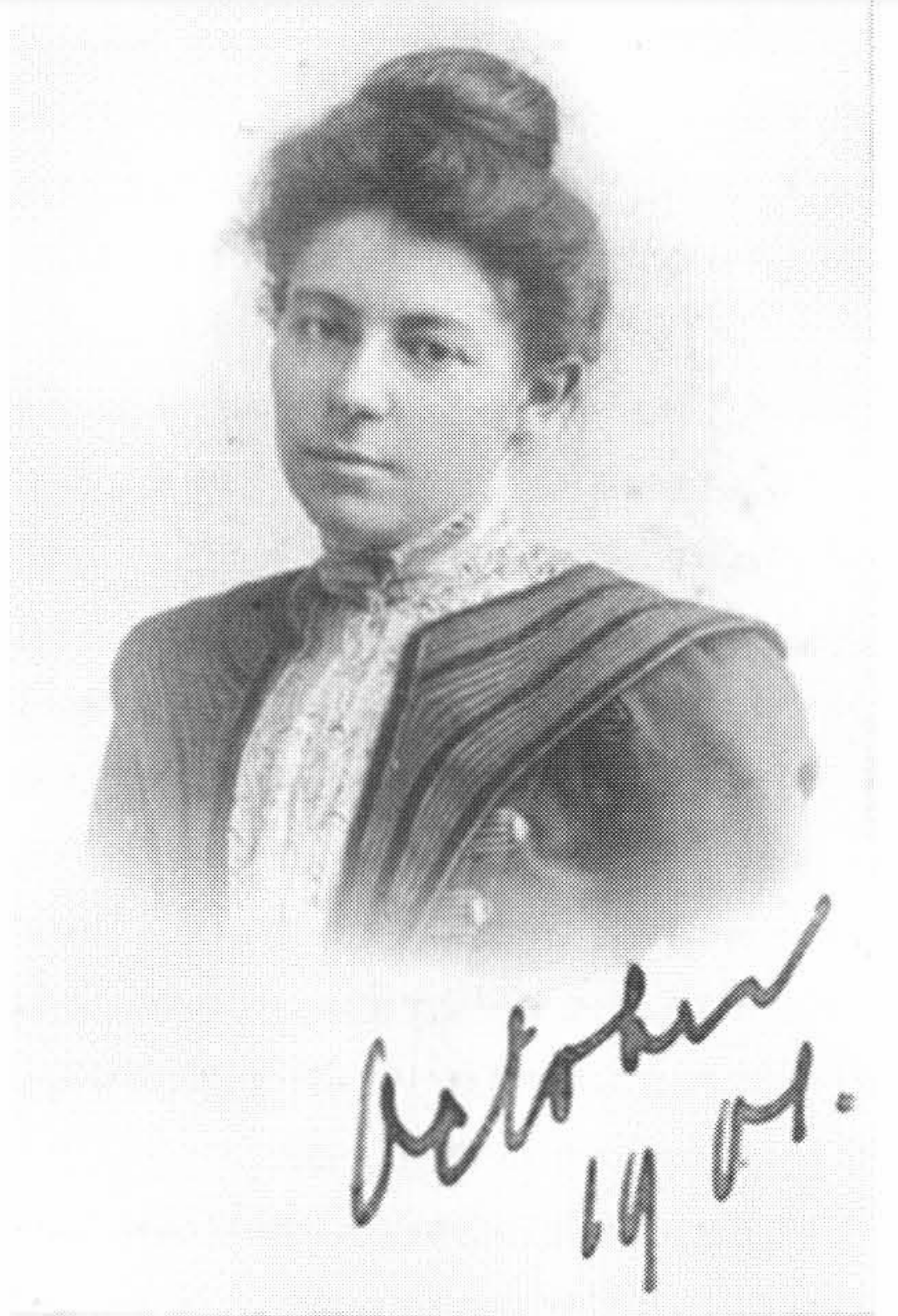
Lizzy van Dorp, 1901

In 1901 richtte Lizzy van Dorp de Vereeniging voor Vrouwelijke Studenten in Leiden op. Enkele jaren later, in 1904 richtte ze de Nederlandsche Lyceum Club op.
Ze werd actief in de Vereeniging voor Vrouwenkiesrecht, net als haar moeder. Maar ze keerde zich met de publicatie in 1907 van Een knuppel in 't hoenderhok (samen met W. Wijnaendts Francken-Dyserinck) van deze vereniging af en richtte in 1907 de Nederlandsche Bond voor Vrouwenkiesrecht op, waarvan ze de eerste voorzitter werd. Ze schreef geregeld in De Ploeger, het tijdschrift van de bond. Ze was een gematigd feminist, die vond dat de politieke emancipatie van de vrouw niet ten koste mocht gaan van het gezinsleven.
Voor de Nationale Vrouwenraad van Nederland schreef ze in 1925 een rapport over het bevolkingsvraagstuk.
Ook in de internationale vrouwenbeweging speelde van Dorp een rol. Vanaf 1914 was ze voorzitter van de juridische commissie van de International Council of Women (ICW).

## Politicus
Van Dorp was een liberaal politicus en was lid van de Tweede Kamer voor de Liberale Partij van 1922 tot 1925.
In 1922 haalde de partij één zetel, maar vanwege de hoge leeftijd van Sam van Houten vroeg hij Lizzy zijn plaats in te nemen. Lizzy van Dorp werd hierdoor de tweede vrouw in de Tweede Kamer en eerste vrouwelijke fractieleider in Nederland.

## Econoom
Vanaf 1915 ging Van Dorp zich steeds meer toeleggen op economische vraagstukken. Zij wordt beschouwd als de eerste vrouwelijke econoom. Ze had al eerder (in 1910) de Vereeniging voor de Staatshuishoudkunde en de Statistiek geadviseerd “over de Maatschappelijke Beteekenis van den Arbeid der Gehuwde Vrouw, en de Houding door de Overheid aan te nemen tegenover dat Vraagstuk”. In 1915 trad ze toe tot de redactie van De Economist. In 1916 verscheen een eerste economische tekst van haar hand. In 1919 werd  ze privaatdocent aan de juridische faculteit van de Universiteit Utrecht. De openbare les die ze bij de aanvaarding van die functie uitsprak ging over “De Praktische Beteekenis der Theoretische Economie”.  In 1922 solliciteerde Van Dorp naar de functie van hoogleraar staatshuishoudkunde in Wageningen. De toenmalige minister van Landbouw H.A. van IJsselsteyn was echter tegen haar benoeming. Hij wilde geen “strijdlustige juffrouw” als hoogleraar.

## Kritiek op de vigerende economische theorie

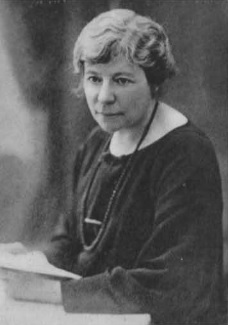
Lizzy van Dorp

Van Dorp startte in 1933 een opmerkelijk offensief tegen de toenmalige 'mainstream' in de economische wetenschappen. Haar boodschap luidde: de toen heersende 'Oostenrijkse' kapitaal- en verdelingstheorie diende te worden verworpen. Daarvoor in de plaats moest de surplus-benadering van de klassieke economen én Marx worden gesteld. Vervolgens kon op basis van dit klassieke denken 'de weg uit de werkloosheid' worden gezocht. “Indien Van Dorps ideeën betere aandacht hadden gekregen en een misvatting daarin was gecorrigeerd, dan had dit gemakkelijk economische inzichten kunnen opleveren die tegenwoordig worden toegeschreven aan Michael Kalecki en John von Neumann.”

### Kritiek op de Oostenrijkse verdelingstheorie
De zogenaamde 'Oostenrijkse school' werd, onder andere door toedoen van C.A. Verrijn Stuart, in de jaren twintig van de twintigste eeuw de heersende stroming onder economen in Nederland. De kritiek van Van Dorp richtte zich vooral op de kapitaal- en verdelingstheorie van de Oostenrijkers. Ze startte haar “campagne” in 1931 en beëindigde die in 1937. In die tijd werd zij “van redelijk gerespecteerd lid tot de risee van de Nederlandse economengemeenschap”. Aangrijpingspunten voor haar kritiek waren de agiotheorie van Von Böhm-Bawerk, zijn kapitaaldefinitie en het idee van afnemende meeropbrengsten bij verlenging van de productie-omweg. Er ontwikkelde zich al snel een polemiek met Robert van Genechten. Die had naar aanleiding van haar eerste artikel in 1931 gesproken van een “uitbuitingstheorie”. In het Zeitschrift für Nationalökonomie (het “huisorgaan” van de Oostenrijkse school) onderwierp ze Van Genechten's ideeën aan een kritisch onderzoek.